# Liparetrus tanami
Liparetrus tanami är en skalbaggsart som beskrevs av Britton 1980. Liparetrus tanami ingår i släktet Liparetrus och familjen Melolonthidae. Inga underarter finns listade i Catalogue of Life.